# Huế (città di provincia)
Huế è un'ex città del Vietnam, capoluogo della provincia di Thua Thien Hue, nella regione della Costa del Centro-Nord, e conta circa 350.000 abitanti. 

## Geografia fisica
La città è situata nel Vietnam centrale sulle rive del Fiume dei Profumi a pochi chilometri dalla sua foce nel Mar Cinese Meridionale. Hanoi, capitale del Paese, dista circa 700 chilometri in direzione nord mentre la città di Ho Chi Minh (già Saigon) è a circa 1100 chilometri verso sud. Posizionata in una piana ai piedi della catena dei monti Truong Son attraversata dal corso finale del Fiume dei Profumi e del fiume Bo, Huế si trova ad un'altitudine media di 3-4 metri sul livello del mare. 

## Storia
Antica capitale del Vietnam unificato dal 1802 al 1945 durante il regno dei 13 imperatori della dinastia Nguyễn.
A 5 km dalla città si trova la Città imperiale costruita nel 1687. Nel 1786 fu occupata dai ribelli Tay Son e nel 1802 fu conquistata da Già Long della dinastia dei Nguyen. Nel 1885 la città venne occupata dai francesi. Durante la dominazione coloniale fu la capitale del protettorato dell'Annam. Durante la guerra del Vietnam, la posizione centrale di Huế la collocava vicino al confine tra il Vietnam del Nord ed il Vietnam del Sud. La città faceva parte del Vietnam del Sud. 
Nell'offensiva del Têt del 1968, durante la battaglia di Huế, gli americani consapevoli del peso culturale , artistico e spirituale della città decisero di riconquistarla evitando bombardamenti indiscriminati dei famigerati B52. Fu così attuata a costo di molte vite americane una riconquista casa per casa, con nuove tecniche di guerra che finiranno poi in molti manuali militari. I danni nella città dovuti agli scontri furono comunque ingenti. La riconquista avvenne con duri scontri e si risolse dopo molti giorni. A questo verrà aggiunto il famoso massacro di Huế compiuto dalle forze nord vietnamite. Lungo il Fiume dei Profumi si trovano la Pagoda Thiên Mụ (1601) e le tombe imperiali. Nel 1993 il complesso dei monumenti di Huế furono dichiarati "Patrimonio dell'umanità" dall'UNESCO.
In riconoscimento del rapido sviluppo di Huế, la città dovrebbe diventare la sesta municipalità governata centralmente del Vietnam nel 2025. Come parte di questo processo, Huế annetterà il resto della provincia di Thừa Thiên Huế per semplificare l'amministrazione.

## Società

### Religione

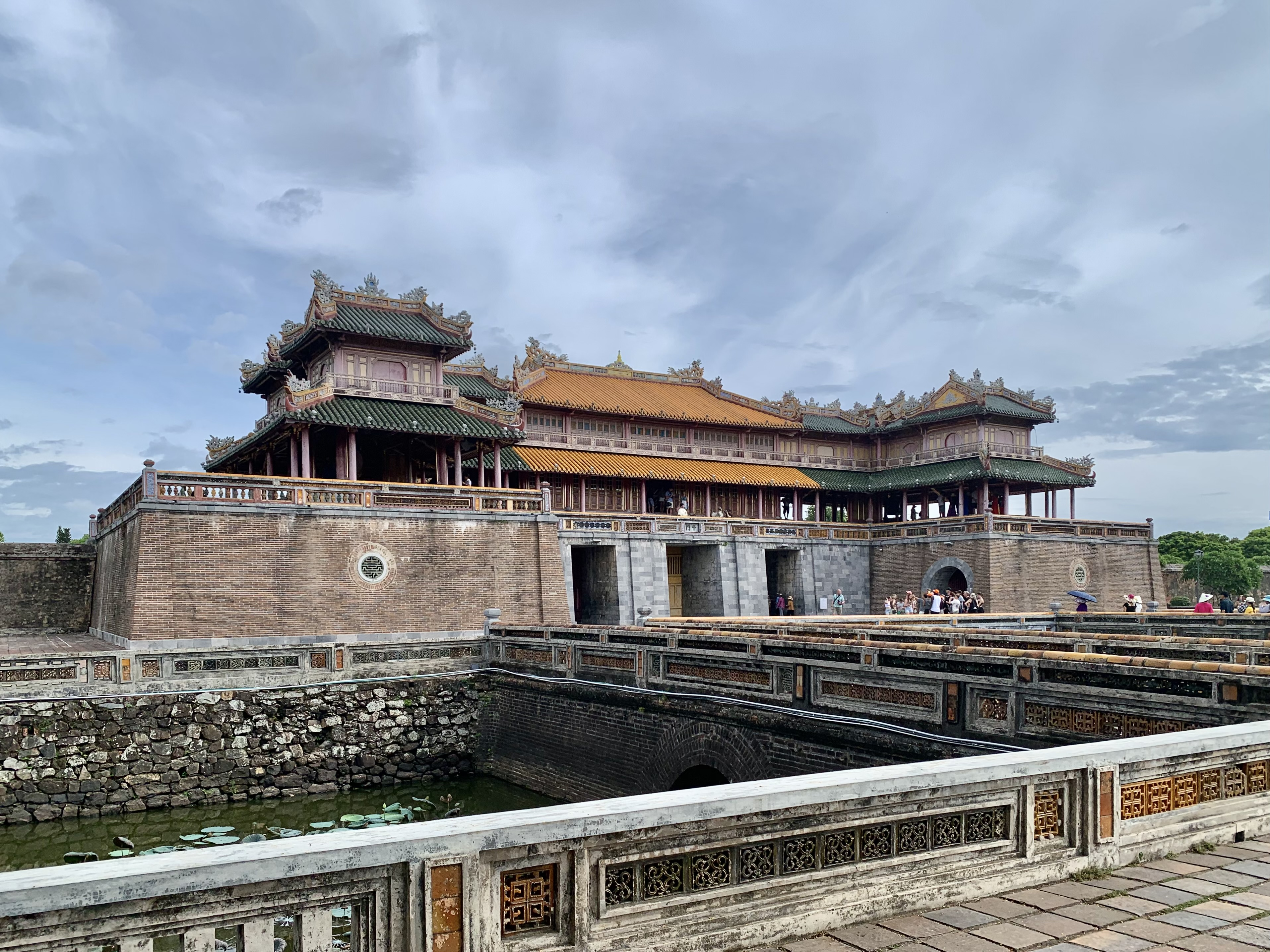
Il cancello Meridiano

Nella città di Huế, il Buddhismo è seguito molto più seriamente che in altre città del Vietnam. La grande quantità di monasteri e di monaci famosi in tutta la nazione, la predige come una delle principali mete dei credenti buddisti. Thích Nhất Hạnh maestro Zen di fama mondiale è originario di Huế.

## Geografia antropica

### Suddivisioni amministrative
Huế comprende 27 divisioni amministrative:
- Un CUU
- Un Đông
- An Hoa
- Un Tây
- Hương Só
- Kim Long
- Phú Bình
- Phú Cát
- Phú Hậu
- Phú Hiep
- Phú Hòa
- Phú Hội
- Phú Nhuan
- Phú Thuận
- Phước Vĩnh
- Phuong Đức
- Tây Lộc
- Thuận Hòa
- Thuận Lộc
- Thuận Thành
- Trường An
- Vĩnh Ninh
- Vy DA
- Xuân Phú
- Hương lunga
- Thủy Xuân
- Thủy Bieu

## Monumenti e luoghi di interesse
- Pagoda Thiên Mụ

## Infrastrutture e trasporti
La città di Huế si trova sulla Strada nazionale 1, che percorre il Vietnam per tutta la sua lunghezza da nord a sud. 
La stazione di Huế, situata subito a sud del fiume dei Profumi, si trova sulla ferrovia nord-sud, che collega la capitale Hanoi con Ho Chi Minh. L'aeroporto internazionale di Phu Bai si trova a sud est della città.

## Amministrazione

### Gemellaggi
- New Haven
- Honolulu